# Acanthostracion notacanthus
Az Acanthostracion notacanthus a csontos halak (Osteichthyes) főosztályának a sugarasúszójú halak (Actinopterygii) osztályához, ezen belül a gömbhalalakúak (Tetraodontiformes) rendjéhez és a bőröndhalfélék (Ostraciidae) családjához tartozó faj.

## Előfordulása
Az Acanthostracion notacanthus az Atlanti-óceán keleti részén és a Földközi-tengerben fordul elő. A következő szigetek körül vannak nagyobb állományai: Azori-szigetek, Szent Ilona-sziget és Ascension-sziget. São Tomé vízeiben is észrevették. Afrikában, főleg Ghána és Angola tengerparti vízeiben él.

## Megjelenése
Ez a halfaj legfeljebb 50 centiméter hosszú.

## Életmódja
Az Acanthostracion notacanthus tengeri halfaj, amely általában 3-25 méteres mélységben él. A szigetek körüli vízalatti sziklákat, törmelék és homok „mezőket” kedveli.